# Virus trasmessi da pipistrelli
I virus trasmessi dai pipistrelli sono virus che hanno come ospite naturale una qualsiasi specie di pipistrello (chirotteri) e che possono infettare l'uomo.
Ad oggi nei chirotteri è stata descritta un’ampia variabilità di virus ma, per la maggior parte di essi, non sono ancora state definite le potenzialità di causare malattia nell’uomo. In particolare, nonostante i pipistrelli vengano più volte indicati come i responsabili della trasmissione di coronavirus emergenti, ad oggi non è stata confermata la capacità di infettare l’uomo per nessuno dei coronavirus rinvenuto in Europa. Infatti, nonostante la notevole frequenza e variabilità di virus a loro associati, i virus che circolano nelle popolazioni di pipistrelli, salvo rare eccezioni, non corrispondono a quelli che causano infezione all’uomo, ma ne rappresentano gli antenati più o meno vicini. Inoltre, è importante ricordare come le epidemie umane non sono quasi mai causate dalla trasmissione diretta del patogeno dal pipistrello all’uomo, ma sono invece amplificate e sostenute dalla trasmissione interumana.
Va anche notato come i pipistrelli non siano gli unici reservoir naturali di gruppi virali; per molti animali, tra i quali anche specie domestiche come cani, gatti e bovini, è stata invece dimostrata la capacità di causare zoonosi per il contatto diretto con l’uomo.
I gruppi virali più rilevanti, per cui è stata riscontrata una correlazione, diretta o indiretta, con i chirotteri comprendono Lyssavirus, Coronavirus, Henipavirus, Filovirus e Hantavirus. Tra i virus direttamente trasmissibili all’uomo, nei pipistrelli europei sono presenti solamente i Lyssavirus.

## Il serbatoio biologico
In tempi recenti i chirotteri sono stati implicati a vario titolo nell’emergenza di malattie infettive umane tra cui la SARS, la MERS, l’Ebola, le malattie di Nipah ed Hendra e COVID-19. Tuttavia, per la maggior parte di questi virus, i chirotteri rappresentano solamente gli ospiti naturali di virus progenitori da cui si sono evoluti i ceppi epidemici in grado di causare malattia nell’uomo, mentre il potenziale patogeno della maggior parte dei virus associati ai chirotteri rimane ancora indefinito.
Sebbene i pipistrelli ospitino più virus con potenzialità zoonotiche per specie, i roditori, animali geneticamente distanti dai pipistrelli, ospitano un numero complessivo maggiore di virus zoonotici. Si ritiene che la diversificazione dei chirotteri in termini di nicchia ecologica, diffusione geografica, taglia ed alimentazione, la sincronizzazione dei parti, l’abitudine a vivere in popolazioni elevate, la capacità migratoria e l'ibernazione, tipiche di alcune specie, favoriscano la trasmissione, il mantenimento e l’amplificazione dei virus in questo gruppo di animali. Inoltre, è noto che i pipistrelli producano infezioni virali persistenti con un tasso superiore rispetto ad altri mammiferi, generalmente senza sviluppare malattia, presumibilmente a seguito di un sistema immunitario peculiare.
La capacità dei chirotteri di ospitare numerosi virus e, in molti casi, di non sviluppare patologia, nonché la loro elevata longevità, sembrano essere legati anche a fenomeni di resistenza allo stress ossidativo: essendo gli unici mammiferi capaci di volo attivo, questi animali hanno dovuto sviluppare meccanismi protettivi alle specie reattive di ossigeno (ROS) che producono danni al DNA. Proprio lo studio di questa straordinaria capacità di resistenza può aprire nuove strategie terapeutiche per diverse malattie umane.

### Trasmissione e salto di specie
Sebbene i pipistrelli siano frequentemente associati a diversi gruppi virali, la trasmissione diretta pipistrello-uomo è accertata solo per alcuni di essi, tra cui alcune specie di  Lyssavirus rabbia-correlati, Nipah virus e il virus di Marburg. Per quanto riguarda invece i coronavirus, sebbene i Chirotteri siano associati a moltissime specie e varianti, ad oggi la trasmissione diretta all’uomo non è stata accertata per nessuno di esse. Infatti, se è vero che i chirotteri sono portatori di coronavirus SARS-like o MERS-like (ovvero simili a), questi animali non sono infetti da SARS-CoV, SARS-CoV-2 o MERS-CoV e, pertanto, non possono trasmettere questi virus all’uomo.
Se da una parte molte ricerche nell’ambito della virologia e dell’ecologia supportano l’idea che i chirotteri rivestano un ruolo importante nel mantenimento in natura e nell’evoluzione di alcuni gruppi virali, rimangono ancora molti interrogativi riguardanti i meccanismi di trasmissione delle malattie verso l’uomo: diversi autori ipotizzano che in tempi recenti questo processo sia stato favorito dalla progressiva restrizione degli habitat naturali dei pipistrelli, che li ha portati a contatto sempre più stretto con l’uomo, in un processo noto come salto di specie. In questo senso, ad oggi molte specie di chirottero sono diventate sinantropiche in molte regioni del mondo e, trovandosi a vivere a stretto contatto con l’uomo, hanno acquisito maggiori chance per la trasmissione virale. Allo stesso modo, lo spostamento dei chirotteri in cerca di nuovi rifugi o di cibo a seguito della distruzione dei loro habitat naturali, sta modificando profondamente anche il rapporto che essi hanno con altre specie animali, incluse le specie domestiche. Questo processo favorisce a sua volta l’emergenza di patogeni associati ai chirotteri, poiché gli animali domestici, soprattutto da produzione, rappresentano ospite intermedi efficaci nel mantenere ed amplificare virus emergenti favorendone inoltre il passaggio all’uomo, come successo nel caso del dromedario per MERS-CoV, del cavallo per Hendra virus e del suino per Nipah Virus.
Infine, la caccia, la macellazione e il consumo di animali selvatici, tra cui i chirotteri, sono altri fattori antropogenici che aumentano la probabilità per un virus associato ai chirotteri di essere trasmessi all’uomo. Inoltre, mercati all’aperto, come il mercato umido di Wuhan, rappresentano dei veri e propri “laboratori virologici all’aperto”, in cui, in condizioni igieniche inadeguate, specie di fauna selvatica vengono macellate e vendute a cielo aperto. Oltre ad esporre l’uomo a diversi patogeni, l’accumulo di molti individui stressati appartenenti a diverse specie, alcune delle quali non si incontrerebbero mai in natura, apre le porte alla creazione di nuove varianti virali a seguito di ricombinazione o riassortimento tra virus, che possono avere un potenziale maggiore di infettare l’uomo rispetto ai virus progenitori. L’esistenza di mercati di animali vivi simili a questo in altri paesi asiatici e africani è da lungo tempo riconosciuto come un fattore di rischio per la sanità globale.

## I rischi per la conservazione dei pipistrelli
Se da una parte i pipistrelli vengono frequentemente (e a volte ingiustamente) associati a rischi per la salute umana, dall’altra la diffusione di paure e false notizie sulla trasmissione diretta di malattie può causare seri rischi alla conservazione di questi animali. Non sono pochi i casi in cui notizie con poco supporto scientifico o non verificate relativamente alla diffusione di malattie hanno causato la distruzione di siti di rifugio e l’uccisione di centinaia di esemplari.
Molte specie di pipistrelli, parte fondamentale di servizi ecosistemici utili all’uomo e alla sua sopravvivenza sulla terra, si trovano oggi in precario stato di conservazione. Una corretta informazione, in particolare per quanto riguarda il ruolo sempre crescente dell’uomo nei fenomeni di spillover dovuti alla distruzione degli habitat, è quindi di fondamentale importanza per prevenire ulteriori danni ambientali.

## Virus dei pipistrelli

### Coronavirus
I coronavirus sono una sottofamiglia di virus a RNA a filamento singolo a senso positivo che infettano principalmente mammiferi e uccelli. Ad oggi, sono riconosciuti quattro generi, Alfacoronavirus, Betacoronavirus, Gammacoronavirus e Deltacoronavirus: di questi, gli Alfacoronavirus e i Betacoronavirus sono principalmente presenti nei mammiferi, tra i quali i pipistrelli.
Sebbene i Chirotteri siano associati con moltissime specie e varianti di coronavirus, ad oggi la trasmissione diretta all’uomo non è stata accertata per nessuno di essa. Infatti, se è vero che i chirotteri sono portatori di coronavirus SARS-like o MERS-like, questi animali non sono infetti da SARS-CoV, SARS-CoV-2 o MERS-CoV e, pertanto, non possono trasmettere questi virus all’uomo.
L'epidemia della sindrome respiratoria acuta grave (SARS) del 2002 e quella della sindrome respiratoria del Medio Oriente (MERS) del 2012 sono state associate, nelle prime fasi di studio, ai pipistrelli. Tuttavia, nel caso della MERS, i dromedari sono successivamente stati identificati come il serbatoio animale, responsabile del mantenimento in natura del virus e della trasmissione all’uomo.
Per quanto riguarda la SARS invece, sebbene un progenitore virale sia stato riconosciuto nei pipistrelli, il virus sembra essere stato trasmesso inizialmente allo zibetto, da cui è avvenuta la trasmissione all’uomo. A differenza dei dromedari, lo zibetto sembra avere solamente veicolato il virus senza contribuire a mantenerlo in natura.
Un mercato alimentare che vende selvaggina (野味S, ye weiP) a Wuhan in Cina è stato collegato allo scoppio della pandemia di COVID-19 del 2019-2021. Attraverso analisi genetiche, gli scienziati hanno inizialmente scoperto che il Coronavirus assomigliava ai virus che si trovano in genere nei pipistrelli. Tuttavia, recentemente un ceppo virale ad alta correlazione genetica con il virus umano e dei chirotteri è stato ritrovato nei pangolini, suggerendo una possibile implicazione di un ospite intermedio nell’evoluzione di SARS-CoV-2, come successo nel caso di SARS-CoV.

### Virus della rabbia
Sebbene i pipistrelli non siano gli unici tra i mammiferi portatori di rabbia, sono noti per essere portatori sani e trasmettere la malattia. Ad esempio, negli Stati Uniti sono all'origine di decessi per rabbia, provocando una o due infezioni all'anno.
Secondo l'Organizzazione Mondiale della Sanità (OMS), i cani sono i principali vettori del virus della rabbia, contribuendo fino al 99% delle trasmissioni di rabbia verso l'essere umano.
Il virus della rabbia classica (RABV) è presente in alcune specie di pipistrello nelle Americhe, dove i casi umani rimangono tuttavia legati per lo più alla trasmissione del virus da parte di altre specie selvatiche come, ad esempio, il procione. Secondo il Center for Disease Control and Prevention, in tutti gli Stati Uniti, solamente uno/due casi di infezioni sono ascrivibili ai chirotteri.
In Europa, come in altre parti del mondo, i chirotteri possono essere portatori di virus “rabbia-correlati”, virus appartenenti al genere Lyssavirus ma filogeneticamente distinti da RABV: sebbene potenzialmente in grado di causare una sintomatologia simile alla rabbia, le infezioni nell’uomo o in altri animali sono sporadiche. La malattia viene trasmessa dai pipistrelli tramite morso, per cui non ci sono rischi per le persone se non si toccano i pipistrelli.

### Hantavirus
Gli Hantavirus sono virus a RNA a filamento singolo a senso negativo della famiglia Bunyavirales il cui naturale reservoir è rappresentato dai roditori. I roditori, animali geneticamente distanti dai pipistrelli, sono responsabili della maggior parte dei casi di morbilità e mortalità ascrivibili a questo gruppo virale.  Alcune specie appartenenti a questo genere virale, non patogene per l'uomo, sono stati scoperti in due specie di pipistrelli: il virus Mouyassué (MOUV) è stato isolato da pipistrelli nani dei banani catturati vicino al villaggio di Mouyassué in Costa d'Avorio nell'Africa occidentale. Il virus Magboi è stato isolato da nitteridi ispidi trovati vicino al fiume Magboi in Sierra Leone nel 2011.

### Henipavirus
L'Henipavirus è un genere di virus a RNA della famiglia Paramyxoviridae, dell'ordine Mononegavirales. Gli Henipavirus sono associati principalmente a diverse specie di pipistrelli da frutta pteropidi (o volpi volanti).
Tra questi, il virus di Nipah e il virus di Hendra sono altamente patogeni per l’uomo e per alcuni animali domestici. Hendra virus è emerso per la prima volta in Australia nel 1994, causa malattia neurologica nei cavalli e da questi può essere trasmesso all’uomo, con esito anche mortale. Casi sporadici vengono segnalati anche oggi in Australia. Nipah è emerso in Malesia nel 1998, causando malattia clinica respiratoria e neurologica nei suini, e, successivamente, nell’uomo. Sebbene l’amplificazione del virus nei suini sia stata il fattore scatenante l’epidemia Malese di Nipah, questo virus viene trasmesso direttamente all’uomo in India e Bangladesh, principalmente tramite il consumo di succo di palma contaminato da urine di pipistrello. Epidemie periodiche si registrano in queste aree, sostenute principalmente da trasmissione interumana dei virus, facilitata dalle scarse condizioni igieniche.

### Filovirus
I Filovirus sono responsabili di febbri emorragiche fatali nell'uomo e nelle scimmie.  I principali filovirus patogeni per l'uomo comprendono i Marburgvirus (MARV) ed gli Ebolavirus (EBOV). È stato generalmente riconosciuto come la trasmissione uomo-animale sia un evento molto raro, mentre la trasmissione avviene generalmente per contatto diretto uomo-uomo o con un contatto diretto con fluidi corporei. Elementi virali endogeni (EVEs) riconducibili a filovirus sono stati rinvenuti, tra gli altri animali, in roditori, marsupiali, sorcidi, bovidi, pesci e pipistrelli. Diversi Filovirus sono stati identificati nei chirotteri, tra cui Bombali virus (BOMV), Lloviu virus (LLOV) e Mengla virus (MLAV). Tra i virus patogeni per l’uomo, Marburg virus è stato isolato dai chirotteri. Tuttavia, il ruolo dei chirotteri come serbatoio di filovirus è ancora dibattuto.